# Оптико-механическая мастерская «Оскар Рихтер»
Оптико-механическая мастерская «Оскар Рихтер» (Optisch-mechanische Werkstatt «Oscar Richter») — предприятие немецких предпринимателей в Санкт-Петербурге в 1850—1918 годах. Она производила оптические, механические, другие физические, метеорологические и математические приборы из материалов, закупаемых в России и других странах Европы, для продажи в просторном магазине в центре Санкт-Петербурга.

## История
В 1850 году саксонский купец Оскар Бернгард Рихтер основал в Санкт-Петербурге фирму по производству разнообразных физических приборов. Она располагалась на углу Адмиралтейство-Невский проспект, в доме Грефа, 4/1. В 1870 году в компании работало 20 человек, а годовой объём производства составлял 80 000 рублей; в 1882 году в компании работало 65 человек, а годовой объём производства достигал 250 000 рублей. В 1883 году предприятие было преобразовано в торговый дом на правах полного товарищества. Его владельцами стали Оскар Бернгард Рихтер и Эвальд-Эмилиус Гартман (1837-?). Когда Оскар вышел на пенсию, его сын Эмиль Рихард Рихтер (1868—1922) стал совладельцем компании, которая просуществовала до 1918 года.

## Инновации
В 1870 году компания впервые приняла участие во Всероссийской мануфактурной выставке в Санкт-Петербурге, представила динамо-машину, систему Ледда и электрическую машину Хольца и по итогам выставки была награждена бронзовой медалью. Следующей выставкой, в которой приняла участие компания, стала Политехническая выставка 1872 года в Москве, по итогам которой О. Рихтер был награждён Большой золотой медалью «за приборы, представленные во всех областях прикладной физики».
С большим успехом прошло и участие компании во Всероссийской промышленной и кустарной выставке в 1882 году в Москве. На выставке были представлены различные физико-механические приборы и инструменты, в том числе центробежная машина, воздушный насос, солнечные часы и волшебные фонари.
Торговый дом принял участие во Всероссийской выставке в Нижнем Новгороде (1896). По итогам выставки торговая фирма «Оскар Рихтер» была награждена золотой медалью «За физические приборы и волшебные фонари и за осуществление новых физических приборов по указаниям учителей».

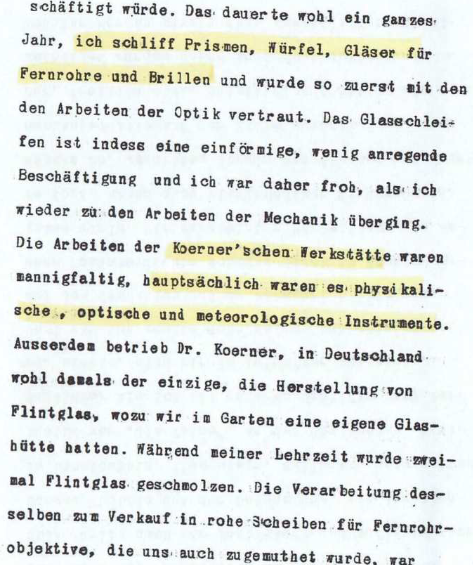
Упоминание о своём учителе докторе Кёрнере в автобиографии Рихтера

## Основатель компании Оскар Бернхард Рихтер
Оскар Бернгард Рихтер (15 апреля 1823, Заальфельд - 17 января 1905, Блазевиц (Дрезден)) получил профессиональное образование у йенского придворного и университетского механика Фридриха Кёрнера (1778—1847), который до этого также был учителем Карла Цейса.
Выходец из скромной семьи, он получил всестороннее образование по своим предметам механика и оптика благодаря усердию и настойчивости. И не только в Германии того времени, но и у самых ярких и прогрессивных мастеров в Париже, Праге, Вене и Лондоне. Будучи дальновидным, он стематически изучал французский язык и использовал любую возможность для его применения. Во время пребывания в Петербурге эти знания сыграли решающую роль в его деловом успехе, поскольку строительство Российских железнодорожных линий между Санкт-Петербург — Варшава, Вильнюс — Эйдткуненом и Москва — Нижний Новгород — Казань была реализована в основном французскими инженерами, которые уверенно заказали и приобрели у Рихтера всё оптико-механическое оборудование.
Оригинальный текст (англ.)Aus einfachen Verhältnissen kommend hat er durch Fleiß und Beharrlichkeit eine umfassende Bildung in seinem Fach Mechanik und Optik erworben. Und dies nicht nur im damaligen Deutschland, sondern ebenso bei den klügsten und fortschrittlichsten Meistern in Paris, Prag, Wien und London. Weitblickend wie er war lernte er systematisch und jede Gelegenheit der Sprachanwendung nutzend vor allem Französisch. In seiner St.Petersburger Zeit waren diese Kenntnisse entscheidend für seinen geschäftlichen Erfolg, denn der Bau der russischen Eisenbahnlinien zwischen St.Petersburg - Warschau, Wilna - Eydtkuhnen und Moskau - Nischni Nowgorod - Kasan wurde vornehmlich von französischen Ingenieuren realisiert, die vertrauensvoll alle optisch-mechanischen Geräte bei Richter bestellten und kauften.Sibylle и Mario Lucchesi: «Jubiläumsschrift zum 200. Geburtstag Oscar Bernhard Richter» (январь 2023 года) — третья страница
Благодаря доходам от фирмы получил значительное состояние, в 1878 году приобрел виллу «Эльбхайм» на Иоганнштрассе 1 в Блазевиц (сегодня Регерштрассе/Regerstraße 1 в Дрездене)
и жил там с тех пор. Он инвестировал в Блазевиц значительные суммы как меценат. Например, он и его жена финансировали строительство земли и мебели для Церкви Святого Духа (Дрезден) (Heilig-Geist-Kirche Dresden-Blasewitz) как часть строительства протестантской церкви в их родном городе.

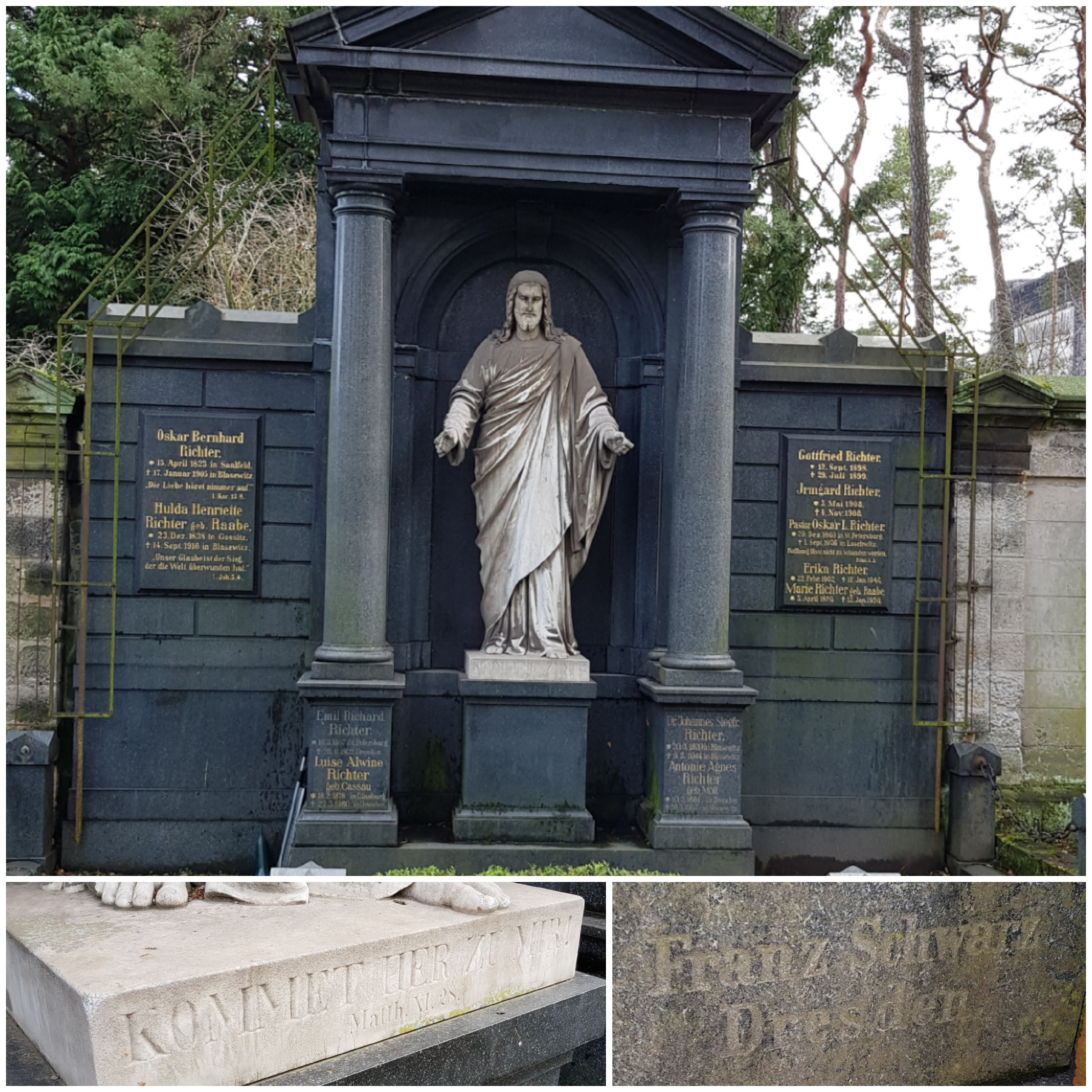
Могила семьи Рихтер со статуей Иисуса работы Франца Шварца (Franz Schwarz) на кладбище Святого Иоанна в Толькевице (сразу слева от могилы семьи Кёнигсхаймa (Königsheim)

### Семья
Исследователь переплёта[кто?] Ильза Шунке была внучкой Рихтера.
Могила семьи Оскара Рихтера находится в Кладбище Святого Иоанна (Johannisfriedhof) в Дрездене.